# Antonina Seredina
Antonina Aleksandrovna Seredina (en russe : Антонина Александровна Середина), née le 23 décembre 1929 à Tver (oblast de Tver) en RSFS de Russie et morte le 2 septembre 2016, est une kayakiste soviétique, double championne olympique et double championne du monde de sa discipline. Elle pratique la course en ligne.

## Palmarès

### Jeux olympiques
Antonina Seredina participe aux Jeux olympiques à trois reprises (1960, 1964 et 1968), remportant trois médailles. 
- Jeux olympiques de 1960 à Rome :
  -  Médaille d'or en K-1 500 m.
  -  Médaille d'or en K-2 500 m.

- Jeux olympiques de 1968 à Mexico :
  -  Médaille de bronze en K-2 500 m.

### Championnats du monde
Un total de cinq médailles est remporté par Antonina Seredina lors des Championnats du monde de course en ligne, dont deux en or.
- Championnats du monde de course en ligne (canoë-kayak) 1958 à Prague :
  -  Médaille d'argent en K-2 500 m.

- Championnats du monde de course en ligne (canoë-kayak) 1963 à Jajce :
  -  Médaille d'or en K-4 500 m.
  -  Médaille d'argent en K-1 500 m.

- Championnats du monde de course en ligne (canoë-kayak) 1966 à Berlin-Est :
  -  Médaille d'or en K-4 500 m.
  -  Médaille d'argent en K-2 500 m.